# الديكتاتور (فلم)
الديكتاتور فيلم كوميدي مصري، من إنتاج 2009. وتاريخ عرضه يوافق عيد الفطر لسنة 1430 هـ.

## أحداث الفيلم
تدور أحداث فيلم الديكتاتور في إطار سياسي ساخر، حول حاكم دولة بمبوزيا العريقة يبطش بمن يرفض أو يعترض على أوامره، يخشاه الجميع بسبب دكتاتوريته الشديدة.

## بطولة
- خالد سرحان : (حكيم الصارم وعزيز المستهتر)
- مايا نصري : (بسمة مدرسة تاريخ)
- حسن حسنى : (الريس شنن)
- عزت أبو عوف : (حنفي رئيس الديوان)
- إدوارد : (شرف الكبريت قرني لعزيز)
- فاروق فلوكس : (سفير بمبوزيا بمصر)
- محمد أبو الحسن : (وزير بمبوزي)
- ضياء الميرغني : (اشعث مهرب الريس شنب وحكيم)
- منير مكرم : (ملحق ثقافي)
- ناجي سعد : (شكري شاكر صحفي)
- هبة عبد الحكيم : (سمية عشيقة عزيز بمصر)
- شادي خلف : (الريس سفنجة بلطجي قابله عزيز)
- إيمان السيد : (زميلة سمية)
- كريمه عبد الله : (مرضعة أولاد الحاكم)
- شهيرة سعد
- عماد زيادة
- أشرف قنديل
- محمود محمد فوده : (نور)

## فريق العمل
- قصة : خالد سرحان
- سيناريو : إيهاب لمعي - علاء حسن - ميشيل نبيل
- حوار : ميشيل نبيل
- ديكور : كمال مجدي
- ستايلست : نهي عثمان
- مساعد مخرج أول : أشرف نار - أحمد عبد الله
- مدير الإنتاج : السيد سلامة - إبراهيم زين
- مكياج : نايف بسيوني
- موسيقي : مودي الإمام
- مونتاج :مها رشدي
- تصوير : إيهاب حامد
- منتج فني : هاني وليم
- التوزيع الداخلي والخارجي : الأخوة المتحدين
- إخراج : إيهاب لمعي

## روابط خارجية
- مقالات تستعمل روابط فنية بلا صلة مع ويكي بيانات